# أنا ضد الموسيقى
«أنا ضد الموسيقى» أو «مي أقينست ذا ميوزك» (بالإنجليزية: Me Against The Music) هي أغنية للمغنية الأمريكية بريتني سبيرز وتشاركها فيها مادونا، من ألبوم سبيرز الرابع «في المنطقة». أصدرتها تسجيلات جايف بتاريخ 14 أكتوبر، 2003 كالأغنية المنفردة الأولى من الألبوم.
في ليلة من الليالي التي كانت تقضيها سبيرز في نيويورك، بُدِأ بالعمل على الأغنية من أجلها. وخلف كواليس عرض حفل جوائز إم تي في للأغاني المصورة لعام 2003, أسمعت سبيرز مادونا الأغنية وطلبت منها أن تقوم بغناءها معها.
«مي أقينست ذا ميوزك» هي أغنية هيب هوب وتحوي جملاً موسيقية مأداة بغيتار. تتكلم الأغنية عن مواجهة الموسيقى ولذة الإستلقاء على حلبة الرقص. إستقبلت الأغنية نقداً متفاوتاً، بعضهم قال أنها أغنية رقص شرسة من الألبوم، وبعضهم قال أنها باهتة ومزعجة. نجحت الأغنية تجارياً وكانت #1 في استراليا، الدنمارك، اليونان ايرلدنا واسبانيا (كانت ضمن قائمة توب 100 في اوروبا). وكانت #2 في كندا، ايطاليا، النرويج والمملكة المتحدة. وكانت ضمن توب 5 في عدة دول، وفازت بجائزة «أغنية العام الراقصة» في حفل جوائز البيلبورد لعام 2004.

## الفيديو
الفيديو المرافق للأغنية يظهر كل من سبيرز ومادونا يتضاددان في نادِ ليلي، ويتطاردان، ثم تجد سبيرز مادونا في نهاية الفيديو ثم تختفي قبل أن تقبلها سبيرز. استقبل الفيديو نقداً ايجابياً وقالوا أن الفيديو إشارة للأدوار الجنسية بين النساء. أدت سبيرز الأغنية في عدد من الجولات الغنائية مثل «جولة فندق الأونيكس» و «السيرك بطولة بريتني سبيرز». وتؤديها حالياً بجولتها الغنائية المحلية «Britney: Piece Of Me».